# Andrew Kreisberg
Andrew Kreisberg, né le 23 avril 1971, est un scénariste et producteur de télévision américain.

## Biographie
Andrew Kreisberg est connu pour son travail sur The Simpsons, Fringe, Warehouse 13.
Il est l'un des créateurs de la série Arrow et de sa série dérivée The Flash.

## Accusations de harcèlement sexuel
À la suite d'une quinzaine de plaintes pour harcèlement sexuel, le studio Warner le suspend de son poste de scénariste et producteur des quatre séries dont il s'occupait. Il dément les accusations par un communiqué dans la presse.

## Filmographie

### Comme scénariste

#### PourLes Simpson
| Année | Titre                  | Titre original               | Saison | Épisode | Réalisateur      |
| ----- | ---------------------- | ---------------------------- | ------ | ------- | ---------------- |
| 2002  | To Bart or not to Bart | Tales from the Public Domain | 13     | 14      | Mike B. Anderson |
| 2003  | Homer va le payer      | Barting Over                 | 14     | 11      | Matthew Nastuk   |

#### Autres
- 1998 : Malcolm et Eddie (1 épisode)
- 2000-2002 : Mission Hill (3 épisodes)
- 2001 : Cousin Skeeter (1 épisode)
- 2002-2004 : La Ligue des justiciers (3 épisodes)
- 2003-2004 : La Star de la famille (2 épisodes)
- 2004 : Justice League Unlimited (1 épisode)
- 2005 : Halley's Comet
- 2005-2007 : Boston Justice (8 épisodes)
- 2008 : Lipstick Jungle : Les Reines de Manhattan (1 épisode)
- 2008-2009 : Eli Stone (7 épisodes)
- 2009 : Vampire Diaries (2 épisodes)
- 2009 : Star Wars: Clone Wars (1 épisode)
- 2009-2010 : Fringe (2 épisodes)
- 2009-2011 : Ma tribu (2 épisodes)
- 2010-2011 : Warehouse 13 (4 épisodes)
- 2011 : Red Faction: Origins
- 2012-2017 : Arrow (116 épisodes)
- 2013 : Arrow: Year One
- 2014-2017 : Flash (69 épisodes)
- 2015 : 87e cérémonie des Oscars
- 2015-2017 : Supergirl (42 épisodes)
- 2016-2017 : DC: Legends of Tomorrow (29 épisodes)

### Comme producteur
- 2003-2004 : La Star de la famille (18 épisodes)
- 2005 : Halley's Comet
- 2005-2007 : Boston Justice (38 épisodes)
- 2007 : The Wedding Bells (3 épisodes)
- 2008-2009 : Eli Stone (24 épisodes)
- 2009 : Vampire Diaries (6 épisodes)
- 2009-2010 : Fringe (7 épisodes)
- 2010-2011 : Warehouse 13 (23 épisodes)
- 2012-2016 : Arrow (90 épisodes)
- 2014-2016 : Flash (35 épisodes)
- 2015-2016 : Supergirl (20 épisodes)
- 2016 : DC: Legends of Tomorrow (15 épisodes)